# توماس هوارد (سياسي)
توماس هوارد هو سياسي كندي، ولد في 1845، وتوفي في يوليو 1903. انتخب عضو المجلس التنفيذي لمانيتوبا ‏.